# Allopauropus claviger
Allopauropus claviger är en mångfotingart som först beskrevs av Hansen 1902.  Allopauropus claviger ingår i släktet småfåfotingar, och familjen fåfotingar. Inga underarter finns listade i Catalogue of Life.